# Medellín (fiume)
Il fiume Medellín (in spagnolo: Rio Medellín), chiamato anche Rio Porce per un tratto del suo corso, scende dal Monte San Miguel, territorio del comune di Caucas ove nasce, e percorre per circa 100 km la valle d'Aburrá toccando anche la città di Medellín per poi sboccare nel Rio Nechí, a sua volta affluente del fiume Cauca. Fortemente inquinato, le municipalità che attraversa hanno cercato e cercano di bonificarlo installando impianti di depurazione, il primo dei quali entrò in azione nel 1990 nella città di Itagüí.